# Byron Kilbourn
Byron Kilbourn (8 septembre 1801 – 6 décembre 1870) était un géomètre-expert américain, directeur de chemin de fer, et personnalité politique qui a été une importante figure de la fondation de Milwaukee.
Kilbourn est né à Granby (Connecticut), et déménagea avec sa famille à Worthington (Ohio) en 1803, que son père aida à fonder cette même année. Le père de Kilbourn était James Kilbourne, un colonel durant la guerre de 1812 et un Représentant de l'Ohio de 1813 à 1817.
Byron Kilbourn travailla en Ohio comme géomètre et ingénieur d'état. Il vint au Wisconsin pour la première fois en 1834, et s'installa à Green Bay. En 1837 Byron Kilbourn founda Kilbourntown, qui rivalisa avec Juneautown de Salomon Juneau et Walker's Point de George Walker. En 1846, ils combinèrent leur ville et fondèrent Milwaukee. Kilbourn servit comme conseiller municipal de Milwaukee et a eu deux mandats non consécutifs de maire en 1848 et 1854.
Près de la fin de sa vie, il déménagea en Floride, où il est mort en 1870, âgé de 69 ans, et il fut enterré à Jacksonville.
En 1998 ses restes furent ramenés à Milwaukee pour être enterrés dans le Forest Home Cemetery.